# Arnold Boonen

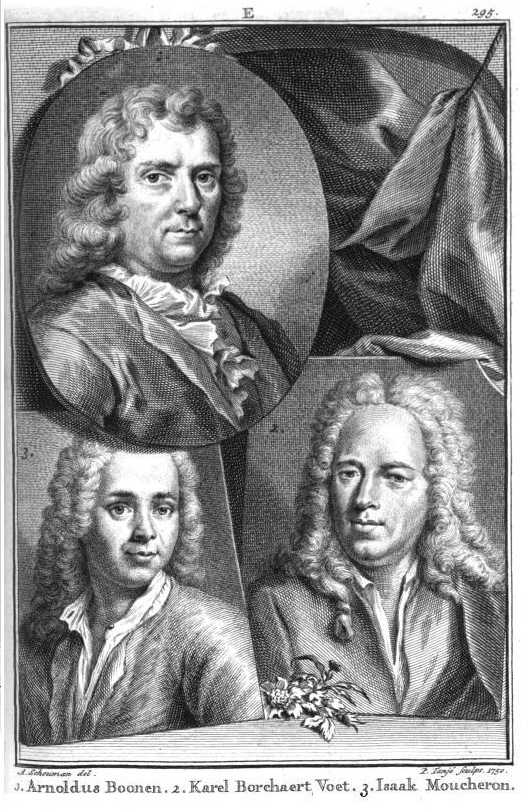
Pieter Tanjé: Arnold Boonen (links oben) (1750), nach einem Selbstporträt

Arnold (Arnoldus) Boonen (auch Boontje; * 16. Dezember 1669 in Dordrecht; † 2. Oktober 1729 in Amsterdam) war ein holländischer Kunstmaler und Porträtmaler mit besonderer Befähigung zu detailreich dargestellten Gruppendarstellungen bekannter Personen und zur Genremalerei.
Berühmte Maler waren bei ihm in der Lehre wie Cornelis Troost (1696–1750), Philip van Dijk, Jan Maurits Quinkhard, Cornelis Pronk, Arnout Rentinck und andere wie sein jüngerer Bruder Jasper Boonen. Seine Werke finden sich in den Sammlungen großer Museen wie der des Rijksmuseums, des Dordrechts Museums und des Frans Hals Museums in Haarlem.

## Leben
Arnold Boonen war Kaufmannssohn und ging in Dordrecht bei Arnoldus Verbuys (1682) und von 1683 bis 1689 bei Godfried Schalcken in die Lehre. Prägend für seinen Stil war zudem Gerard Dou, was sich thematisch vor allem in Boonens typischen Bildmotiven von nächtlichen Szenen bei Kerzenlicht zeigt.
In der Schaffensperiode 1694 bis 1695 reiste er nach Deutschland und arbeitete in Frankfurt am Main, Mainz und Darmstadt. Er machte sich in Deutschland einen Namen als Porträtmaler und zeichnete viele berühmte Personen wie Fürstbischof Lothar Franz von Schönborn und den Landgrafen von Hessen-Darmstadt Ernst Ludwig. Nach Rückkehr ließ er sich 1696 in Amsterdam nieder und ehelichte 1703 Anna Maria Mattheus. Dort hatte er ebenfalls großen Erfolg als Porträtist. Er malte, als sie sich jeweils in Amsterdam aufhielten, 1698 Kronprinz Friedrich von Preußen, 1710 John Churchill, 1. Herzog van Marlborough, 1717 den russischen Zaren Peter I. der Große und 1723 Prinz Wilhelm IV. von Oranien.

## Werke (Auswahl)

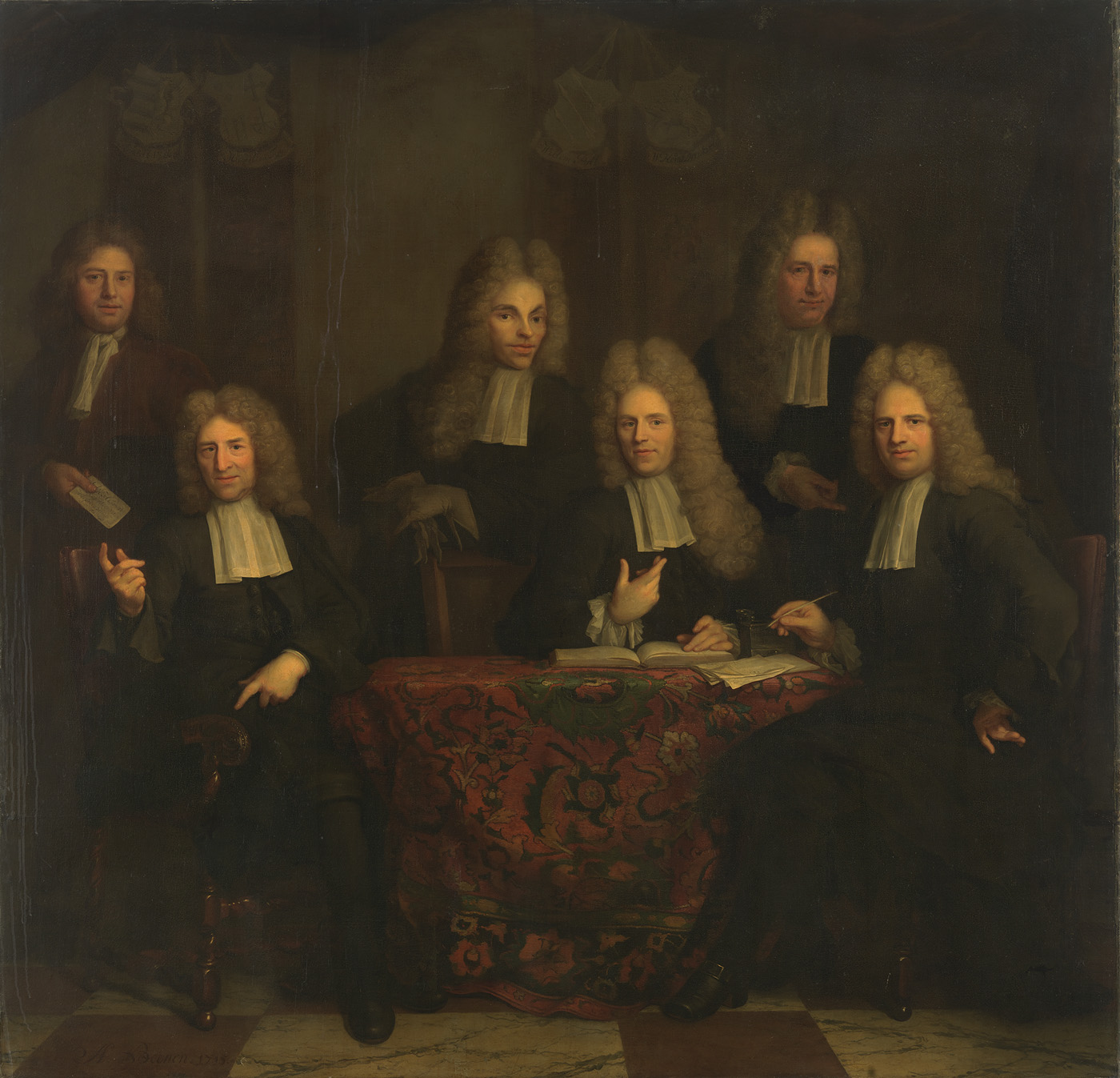
Die Regenten des Leprosenhauses 1715
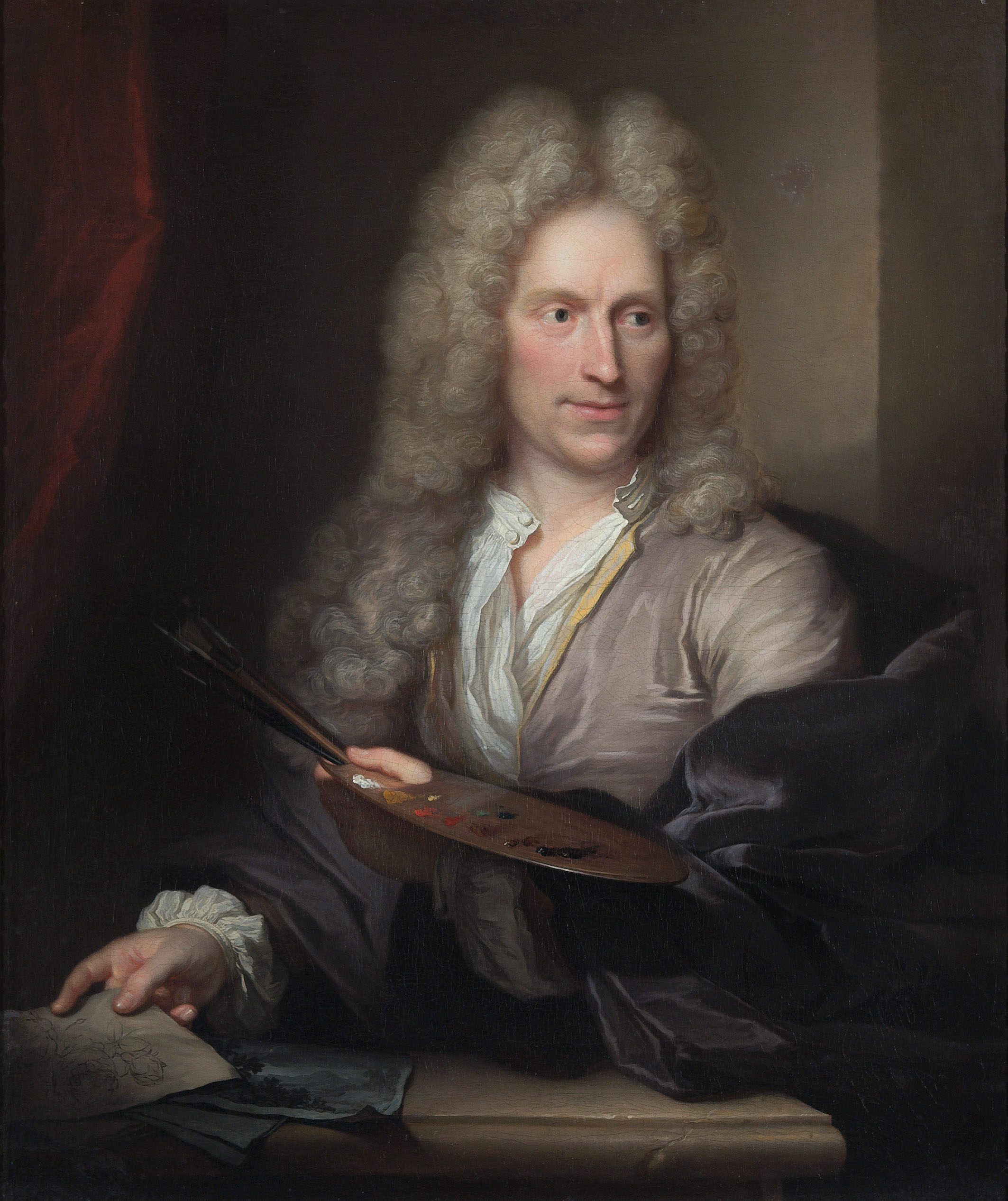
Porträt des Malers Jan van Huijsum ca. 1720
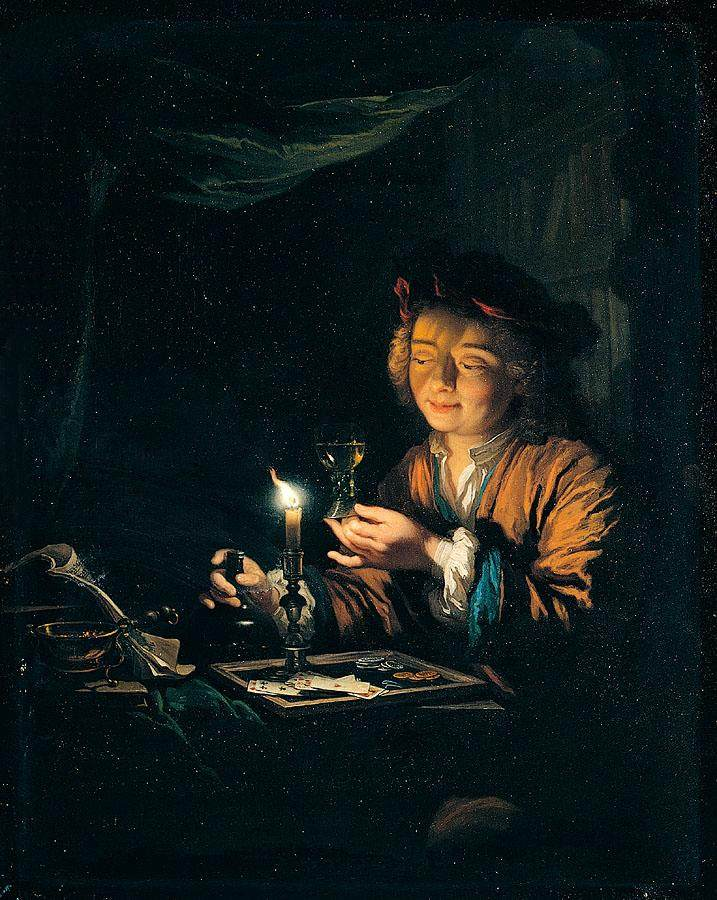
Junger Mann mit Glas am Tisch ca. 1725
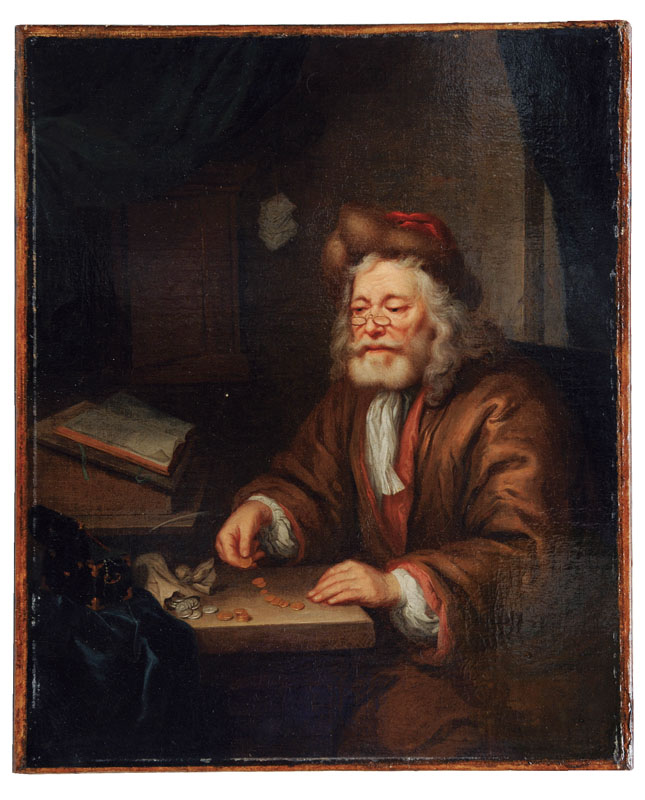
Kaufmann in seinem Kontor vor 1729